# Der Pfad des Donners
Der Pfad des Donners (aserbaidschanisch İldırımlı yollarla) ist ein Ballett in drei Bildern von aserbaidschanischen Komponisten Qara Qarayev (Musik). Das Libretto stammt von Yuri Slominski  und die Choreographie von Konstantin Sergejew. Die Geschichte folgt dem Roman „The Path of Thunder“ von Peter Abrahams. Die Ausstattung besorgte Valeriy Dorrer. Uraufgeführt wurde das Werk am 4. Januar 1958 am Kirow-Theater in Leningrad mit Natalia Dudinskaya und Konstantin Sergejew in den Hauptrollen.